# 橫濱水手
橫濱水手，是一間位於日本橫濱市的職業足球俱樂部，成立於1972年，主場是為可容72,000名觀眾的橫濱國際綜合競技場，是全日本容納人數最多的足球場。橫濱水手前身為日產汽車足球部（Nissan FC），1991年加入新成立的日本職業足球聯賽，正式將隊名改為橫濱水手（Yokohama Marinos）。1999年將另一支市內球隊橫濱飛翼合併，英文名稱更改為Yokohama F. Marinos，而F則是代表飛翼。現時是日本職業足球聯賽參賽球會之一，橫濱水手曾經五次奪得過聯賽總冠軍，1992年及1993年先後奪得亞洲盃賽冠軍盃（賽事於2002年停辦），是日本職業足球聯賽最成功的球會之一。

## 球會歷史

### 日產汽車足球部（1972年－1991年）
1972年，日產汽車在橫濱市成立「日產汽車足球部」（日産自動車サッカー部），球隊成立初時與高校及大學足球隊進行比賽，1976年奪得關東地區聯賽冠軍首次取得參加日本足球聯賽乙組資格，1979年首次升上甲組；領隊加茂周領導下日產汽車足球部在十年間逐漸在日本球壇成為一支勁旅，1988年和1989年奪得日本足球聯賽冠軍，並且五次獲得天皇盃及三次日本足球聯賽盃，成為日本第一支連續兩年的三冠王(聯賽、天皇盃及聯賽盃)。日產汽車足球部在1970至80年代栽培不少出色的足球員入選國家隊，包括井原正巳、水沼貴史、柱谷幸一及木村和司，1987年更從巴西簽入呂比須，呂比須日後歸化日本並成為日本國家隊1990年代主力球員之一。1991年日本足總宣佈成立首屆日本職業足球聯賽，日產汽車足球部獲邀成為日職聯始創球會之一，為迎接全職業足球化正式離開母公司日產汽車有限公司，隊名改為橫濱水手（横浜マリノス）。
日產汽車足球部在進入日職聯前代表日本參加亞洲盃賽冠軍盃，在1991–92年亞洲盃賽冠軍盃先後擊敗新加坡、印度及印尼代表殺入決賽，決賽兩回合擊敗沙特阿拉伯代表艾納斯，成為首支日本球會奪得亞洲賽冠軍；翌年再次參加亞洲盃賽冠軍盃，最終在決賽擊敗柏斯波利斯順利衛冕冠軍。

### 橫濱水手

#### 聯賽職業化初期（1992年－1997年）
首屆日本職業足球聯賽揭幕戰於1993年5月15日國立霞丘陸上競技場進行，由兩支日本足球聯賽勁旅橫濱水手與川崎綠茵對抗，這場揭幕戰亦為日本足球進入另一個新時代，最終橫濱水手憑雷蒙·戴亞斯及艾華頓（Everton Nogueira）的入球擊敗川崎綠茵。球隊在第一個日職球季以殿軍完成賽季。1995年，橫濱水手以鈴木正治、井原正巳、小村徳男及三浦文丈為主力，由比斯干迪、貝洛及萨帕塔組成的「河床三叉戟」，再配合新人川口能活及松田直樹，當屆球隊在首階段聯賽奪得冠軍，最終在總決賽階段擊敗川崎綠茵首次奪得日職聯總冠軍。
首奪得總冠軍之後，橫濱水手成績並沒有保持水準，1996年聯賽只取得第六名，翌年首次參加亞洲球會錦標賽屈居兩支南韓球隊天安一和天馬及浦項製鐵而分組賽出局；1998年為2002年世界盃足球賽而興建的橫濱國際綜合競技場，這座全日本容納人數最多的多用途體育場自此成為橫濱水手的主場館。當時球隊擁有兩位前西班牙國腳佳高查及沙連拿斯以及玻利維亞國腳巴爾迪維索，加入城彰二、松田直樹及中村俊輔三位有潛質的年青球慢慢崛起成為主力，最終聯賽取得殿軍。

#### 橫濱飛翼合併（1999年－2002年）
1999年，對橫濱水手來說是特別的一年，同市球隊橫濱飛翼由於有球隊投資者撤走資金，球隊最大的贊助商全日本空輸與日產汽車商討橫濱飛翼與橫濱水手合併，新球隊繼續以橫濱水手名義參賽，球會官方名稱由原本「Yokohama Marinos」（横浜マリノス）改為「Yokohama F. Marinos」（横浜F・マリノス），F代表了橫濱飛翼的名稱「Yokohama Flügels」。橫濱飛翼主力球員包括三浦淳寛、吉田孝行及永井秀樹自動轉會至橫濱水手。1999年賽季成績只屬一般，執教三年的西班牙教頭安东尼奥·德拉克鲁兹（Antonio de la Cruz）離任，翌年成功邀請阿根廷著名教頭阿迪列斯執教，在他的執教下奪得日職聯首階段冠軍，進入總決賽階段迎戰鹿島鹿角，首回合在主場賽和零比零，次回合在國立競技場以零比三落敗屈居亞軍。2001年賽季明顯狀態下滑，阿迪列斯宣佈季中離隊只能在中游中浮浮沉沉。豈料，球隊在日本聯賽盃有驚喜表現，決賽以十二碼擊潰當時擁有中山雅史、服部年宏、名波浩及奥大介的勁旅磐田山葉首奪冠軍。

#### 黃金一代（2003年－2004年）
在橫濱水手球會歷史上，2003年絕對是最重要的一年之一，前年協助札幌岡薩多升上J1的總教練岡田武史成為橫濱水手新一任領隊，柳想鐵、松田直樹、上野良治、遠藤彰弘、那須大亮、中澤佑二及久保龍彥等一眾主力表現突飛猛進，再加上外借加盟的馬昆賀斯成為奇兵，在兩個階段成為聯賽冠軍，是繼上年的磐田山葉後第二支連奪兩個階段聯賽冠軍。在2004年賽季成功簽入南韓國腳安貞桓，水手在首階段聯賽繼續強勢，以十一勝三和一負優秀成績成為冠軍，可是球隊下半季稍為進入頹勢，次階段聯賽以第六名完成，與次階段的冠軍浦和紅鑽決戰；在總決賽首回合主場的賽事中，倒戈的河合龍二射入一球擊敗對手。然而，在次回合中，紅鑽由三都主追回一球，結果要以互射十二碼決勝，但紅鑽的長谷部誠及田中鬥莉王射失十二碼，橫濱水手順利衛冕日職聯總冠軍，達成兩連霸。

#### 中遊分子（2005年－2018年）
2005年開始日職聯取代雙階段制，水手亦在兩奪聯賽冠軍高峰期後的進入低沉的調整期，2005年及2006年聯賽在中游中只能浮浮沉沉，總教練岡田武史則選擇離隊，由曾經於1995年擔任過總教練早野宏史走馬上任，與此同時兩名主將奧大介及久保龍彥亦轉會至同市球會FC橫濱。2007年至2010年，水手表現每況越下，距離成為爭標分子行列的路愈來愈遠，總教練先後由桑原隆、木村浩吉及木村和司短暫擔任，球隊由幾位老臣子松田直樹、中澤佑二、坂田大輔、清水範久、河合龍二支撐。2010年，效力十五年水手的松田直樹宣佈退役，同時完成旅歐的前國腳中村俊輔回歸水手。
2013年，球隊在國家名將中村俊輔的帶領下，再度衝擊聯賽冠軍，並一度在最後4場以8分領先次席廣島三箭。惟球隊在最後的比賽卻「失常」，接連失分於實力一般的對手，如清水心跳。反之，三箭在最後卻連捷連勝，奇蹟從已手執半邊盃耳的水手搶走冠軍寶座，成功衛冕，亦「幫助」廣島三箭在4年間3奪聯賽冠軍。反之，橫濱水手自此一蹶不振，一直為列中遊，再也沒有接近過聯賽冠軍的實力和分數。
不過2019年終於重奪聯賽冠軍，且仍保持未降級的優秀傳統。

#### 重上巔峰（2019年－現今）
2019年賽季，日職聯大幅更改外援制度，領隊柏斯迪高古在新球季放棄大部分外援球員，加上效力十六年的中澤佑二退役及主將山中亮輔轉會浦和紅鑽，柏斯迪高古重新引入一批新援，包括巴西球員馬高斯·祖利亞、泰亞高·馬田斯（Thiago Martins）和祖尼奧（Edigar Junio）、泰國球員提拉通、南韓球員朴一圭、廣瀨陸斗、李忠成、三好康兒、和田拓也。球隊繼續沿用上季的高壓逼搶，橫濱水手開季發揮一般，聯賽榜一度跌落中遊，由5月作客大敗大阪櫻花後，水手改變踢法，泰亞高·馬田斯及畠中槙之輔的中堅組成，配上扇原貴宏及喜田拓也組成雙防中鞏固防線，馬高斯·祖利亞、仲川輝人、祖尼奧同遠藤溪太組成前線四重奏，以快速進攻打法成功擊敗多支勁旅，半季時已經重上前四位；季中宣佈天野純同三好康兒離隊旅歐，7月遇上首席射手祖尼奧重傷宣佈下半季報銷，幸好8月加盟的巴西新援艾歷利馬（Erik）適應球隊踢法，在最後十場聯賽取得九勝一和，關鍵包括作客以4：1大勝兩屆冠軍川崎，以及最後一場以3：0擊敗東京，最終以六分擊敗東京同鹿島，奪得球會史上第四次聯賽冠軍。

## 球會文化

### 主場球場

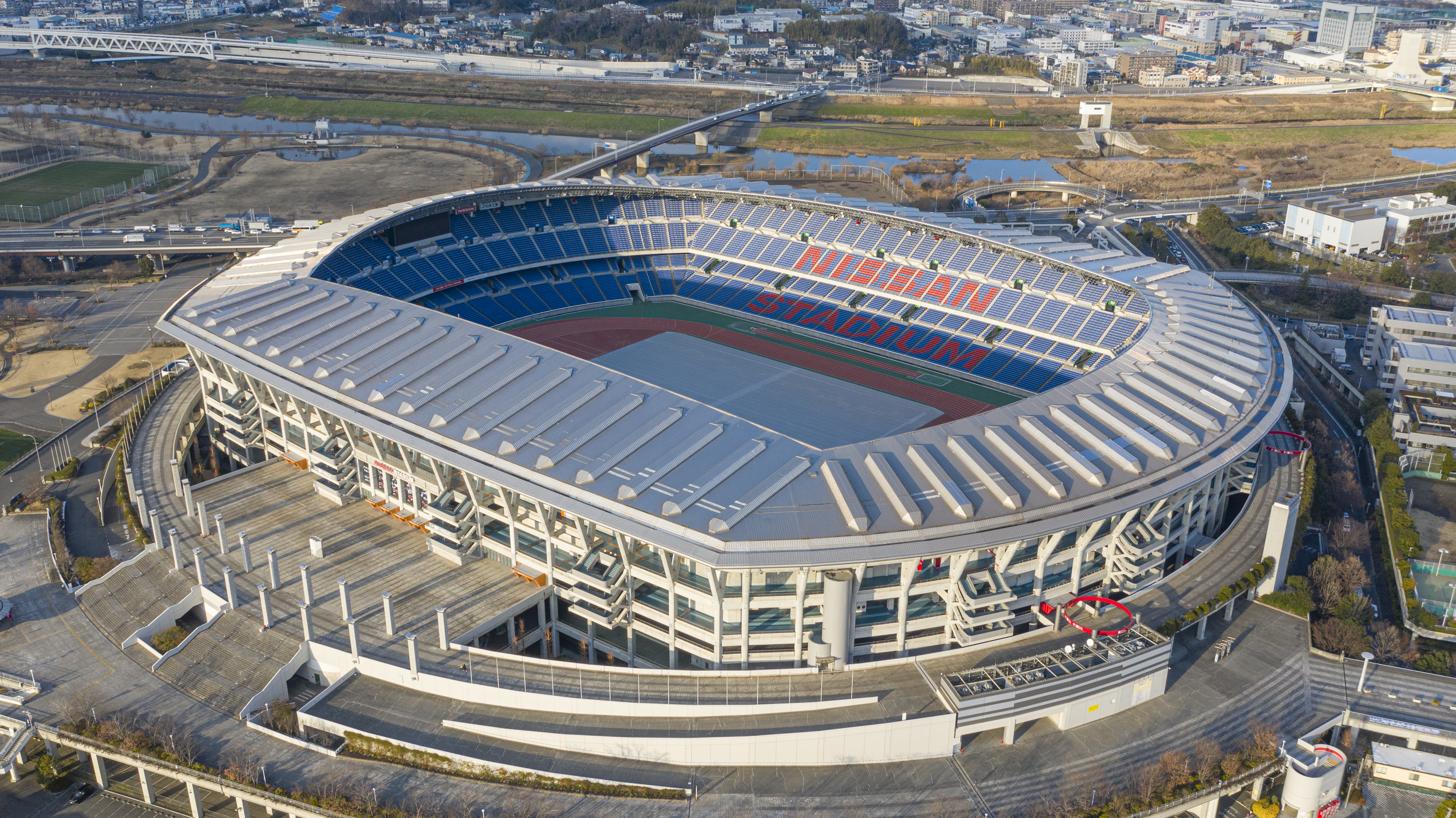
日產體育場

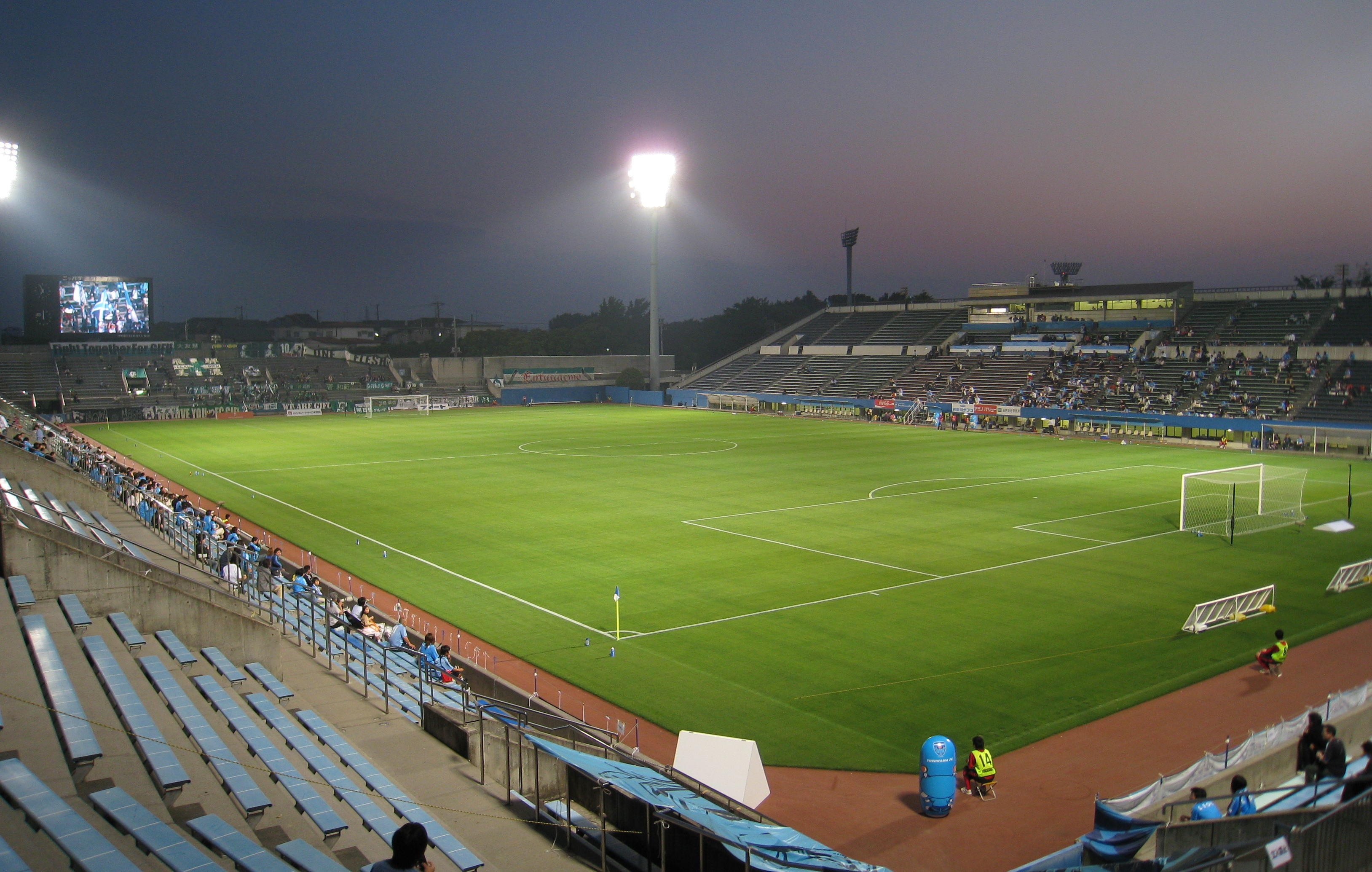
三澤公園球場

橫濱國際綜合競技場（日语：／*/?）位於神奈川縣橫濱市，是日本容納人數最多的多用途體育場，1998年3月落成啟用，共設有73,237座位。該球場是2002年世界盃足球賽決賽舉行場地，目前則為日本職業足球甲級聯賽（J League）隊伍橫濱水手的主場。1998年3月21日，橫濱水手在橫濱國際綜合競技場進行了其第一場比賽，對手正是同市球會橫濱FC。共有52,083名觀眾觀看了這場比賽横浜Ｆ・マリノス 1 : 2	横浜フリューゲルス （页面存档备份，存于）。
自2005年3月1日起，日產汽車（橫濱水手母公司）取得橫濱國際綜合競技場的冠名權，並將該體育場改稱為「日產體育場」（ Nissan Sutajiamu），略稱為「日產S」（日産ス）。球場在2005年開始成為国际足联俱乐部世界杯的決賽舉行場地。但由於國際足協不允許球場使用贊助商的名稱，因此在比賽舉行期間球場使用原名。2002年世界盃期間，球場一共舉行了四場比賽，包括3場分組賽，以及2002年6月30日舉行的決賽（巴西對德國），最終由巴西以2比0取勝獲得冠軍。
三澤公園球場（日语：／*/?作為橫濱水手的副主場，位於神奈川縣橫濱市神奈川區的三澤公園園區內，1955年落成。橫濱國際綜合競技場未落成前三澤公園球場是橫濱水手及橫濱FC共用主場，直至1998年橫濱國際綜合競技場落成橫濱水手入主。雖然橫濱水手離開三澤公園球場，但球隊仍將部分聯賽以三澤公園球場作為主場使用，

### 宿敵

#### 橫濱FC
橫濱打吡是日本足球史上最具爭議的對決之一，其歷史可追溯至業餘時代。日產汽車足球俱樂部（橫濱水手前身，1972年成立）與全日本空輸足球俱樂部（橫濱FC前身，1964年成立，1979年獲全日空支援）自1986年起展開「橫濱打吡」。1986年賽季末，全日空球員因抵制比賽遭永久禁賽，此事件促成YSCC橫濱的成立。兩隊於1992年職業化後分別更名為橫濱水手與橫濱飛翼，1999年兩隊合併，球隊名稱由「横浜マリノス」改為「横浜F・マリノス」，但部分飛翼球迷另組橫濱FC。
在2007年8月11日的打吡戰中，橫濱水手的極端球迷因毆打橫濱FC支持者而遭到逮捕。2012年10月10日的打吡戰中，橫濱FC的極端球迷展示帶有侮辱性語言的橫幅，導致他們被永久禁止參加橫濱FC的所有比賽 在2018年7月11日的德比賽中，FC的極端球迷拒絕為2018年日本洪災的受害者默哀，並繼續唱著助威歌曲。。

## 球員

### 現役球員（2025年球季）
1. 以下球員名單更新於2025年8月2日
2. 球員編號參照橫濱水手官方網站 （页面存档备份，存于）
3. 國籍圖標根據國際足協的參賽資格定義，但球員可能會持有多於一個非國際足協定義的國籍
4. 粗體字為新加盟球員

| 號碼     | 國籍                | 球員名（英文名）                           | 出生日期       | 加盟年份 | 前屬球會   |
| 守 門 員 | 守 門 員            | 守 門 員                                   | 守 門 員       | 守 門 員 | 守 門 員   |
| -------- | ------------------- | ------------------------------------------ | -------------- | -------- | ---------- |
| 19       | 日本                | 朴一圭（Ikkyu Pak）                        | 1989年12月22日 | 2025年   | 鳥栖砂岩   |
| 21       | 日本                | 飯倉大樹（Hiroki Iikura）                  | 1986年6月1日   | 2005年   | 神戶勝利船 |
| 31       | 日本                | 木村凌也（Roya Kimura）                    | 2003年6月10日  | 2025年   | 日本大学   |
| 後 衛    |                     |                                            |                |          |            |
| 13       | 哥伦比亚            | 傑森·基尼奧尼斯（Jason Quiñónez）          | 1997年8月17日  | 2025年   | 金鷹隊     |
| 15       | 印度尼西亚 · 比利时 | 桑迪·沃爾什（Sandy Walsh）                 | 1995年3月14日  | 2025年   | 梅赫倫     |
| 16       | 日本                | 加藤蓮（Ren Kato）                         | 1999年12月28日 | 2024年   | 東京綠茵   |
| 27       | 日本                | 松原健（Takeshi Matsubara）                | 1993年2月16日  | 2017年   | 新潟天鵝   |
| 33       | 日本                | 諏訪間幸成（Yukinari Suwama）              | 2003年6月6日   | 2025年   | 筑波大学   |
| 39       | 日本                | 渡邊泰基（Taiki Watanabe）                 | 1999年4月22日  | 2024年   | 新潟天鵝   |
| 43       | 日本                | 埜口怜乃（Reno Noguchi）                   | 2006年5月30日  | 2025年   | 青年隊     |
| 44       | 澳大利亚            | 湯瑪斯·鄧（Thomas Deng）                   | 1997年3月20日  | 2025年   | 新潟天鵝   |
| 中 場    |                     |                                            |                |          |            |
| 6        | 日本                | 渡辺皓太（Kota Watanabe）                  | 1998年10月18日 | 2019年   | 東京綠茵   |
| 8        | 日本                | 喜田拓也（Takuya Kida）                    | 1994年8月23日  | 2013年   | 青年隊     |
| 17       | 日本                | 井上健太（Kenta Inoue）                    | 1998年7月23日  | 2023年   | 大分三神   |
| 20       | 日本                | 天野純（Jun Amano）                        | 1991年7月19日  | 2014年   | 全北現代   |
| 25       | 日本                | 鈴木冬一（Tōichi Suzuki）                  | 2000年5月30日  | 2025年   | 京都桑加   |
| 28       | 日本                | 山根陸（Riku Yamane）                      | 2003年8月17日  | 2022年   | 青年隊     |
| 30       | 巴西                | 尤里·阿勞霍（Yuri Araújo）                 | 1996年4月13日  | 2025年   | 維塞烏學院 |
| 34       | 日本                | 木村卓斗（Takuto Kimura）                  | 2000年5月16日  | 2023年   | 甲府風林   |
| 41       | 日本                | 松村晃助（Kosuke Matsumura）               | 2004年5月2日   | 2025年   | 法政大学   |
| 45       | 多哥                | 尚-克勞德·阿賈恩貝（Jean-Claude Adjianbe） | 2003年12月14日 | 2024年   | 阿爾納沙   |
| 47       | 日本                | 山村和也（Kazuya Yamamura）                | 1989年12月2日  | 2024年   | 川崎前鋒   |
| 49       | 日本                | 加藤海輝（Kaito Kato）                     | 2008年2月25日  | 2025年   | 青年隊     |
| 前 鋒    |                     |                                            |                |          |            |
| 7        | 巴西                | 埃爾伯（Élber）                            | 1992年5月27日  | 2021年   | 巴伊亞     |
| 9        | 日本                | 遠野大弥（Daiya Tohno）                    | 1999年3月14日  | 2025年   | 川崎前鋒   |
| 11       | 巴西                | 揚·馬特烏斯（Yan Matheus）                 | 1998年9月4日   | 2022年   | 莫雷拉人   |
| 14       | 日本                | 植中朝日（Asahi Uenaka）                   | 2001年11月1日  | 2023年   | 長崎成功丸 |
| 23       | 日本                | 宮市亮（Ryo Miyaichi）                     | 1992年12月14日 | 2021年   | 聖保利     |
| 26       | 以色列              | 迪恩·大衛（Dean David）                    | 1996年3月14日  | 2025年   | 海法馬卡比 |
| 46       | 日本                | 浅田大翔（Hiroto Asada）                   | 2008年1月16日  | 2025年   | 青年隊     |
| 48       | 日本                | 谷村海那（Kaina Tanimura）                 | 1998年3月5日   | 2025年   | 磐城FC     |

## 球會紀錄
更新日期：2020年10月1日

### 日職記錄
- 單場最多入球：仙台維加泰 2–8 橫濱水手 （2018年7月18日，Yurtec仙台體育場）
- 單場最大勝利差距：橫濱水手 8–1 橫濱FC（2007年8月11日，日産競技場）
- 單場最多失球：橫濱水手 0–5 市原千葉 （1993年5月29日，三澤公園球場）
- 最長連續不敗：15場 （2012年4月28日至2012年8月18日）
- 主場最長連續不敗：16場 （2012年12月1日至2013年10月27日）
- 最多上陣的球員：

| 排名 | 球員     | 效力年份                     | 出場次數 | 進球數目 |
| ---- | -------- | ---------------------------- | -------- | -------- |
| 1    | 中澤佑二 | 2002年-2018年                | 609場    | 37球     |
| 2    | 松田直樹 | 1995年-2001年                | 486場    | 26球     |
| 3    | 栗原勇蔵 | 2003年-                      | 438場    | 21球     |
| 4    | 中村俊輔 | 1997年-2002年，2010年-2016年 | 408場    | 82球     |
| 5    | 兵藤慎剛 | 2008年-2016年                | 359場    | 45球     |
| 6    | 上野良治 | 1994年-2007年                | 355場    | 29球     |
| 7    | 榎本哲也 | 2002年-2016年                | 324場    | 0球      |
| 8    | 坂田大輔 | 2001年-2010年                | 315場    | 60球     |
| 9    | 小村德男 | 1993年-2001年                | 291場    | 31球     |
| 10   | 飯倉大樹 | 2007年-2019年                | 284場    | 0球      |

## 榮譽

### 球會榮譽
| 榮譽                       | 次數        | 年度                                                                    |             |             |             |
| 本 土 聯 賽                | 本 土 聯 賽 | 本 土 聯 賽                                                             | 本 土 聯 賽 | 本 土 聯 賽 | 本 土 聯 賽 |
| -------------------------- | ----------- | ----------------------------------------------------------------------- | ----------- | ----------- | ----------- |
| 日本職業足球聯賽總冠軍     | 5           | 1995年，2003年，2004年，2019年，2022年                                  |             |             |             |
| 日本職業足球聯賽首階段冠軍 | 4           | 1995年，2000年，2003年，2004年                                          |             |             |             |
| 日本職業足球聯賽次階段冠軍 | 1           | 2003年                                                                  |             |             |             |
| 日本足球聯賽冠軍           | 2           | 1988–89年, 1989–90年                                                    |             |             |             |
| 本 土 盃 賽                |             |                                                                         |             |             |             |
| 天皇盃冠軍                 | 7           | 1983年，1985年，1988年，1989年，1991年（日產汽車足球部） 1992年，2013年 |             |             |             |
| 日本聯賽盃冠軍             | 1           | 2001年                                                                  |             |             |             |
| JSL盃冠軍                  | 3           | 1988年，1989年，1990年（日產汽車足球部）                                |             |             |             |
| 日本超級盃冠軍             | 1           | 2023年                                                                  |             |             |             |
| 亞 洲 賽 事                |             |                                                                         |             |             |             |
| 亞洲盃賽冠軍盃冠軍         | 2           | 1992年，1993年                                                          |             |             |             |

### 個人獎項
日本職業足球聯賽年度最佳球員
- 2000年: 中村俊輔
- 2004年: 中澤佑二
- 2013年: 中村俊輔
- 2019年: 仲川輝人

日職聯年度最佳11人
- - 1993年 松永成立、井原正巳、拉蒙·迪亞斯
  - 1994年 井原正巳(2)
  - 1995年 井原正巳(3)、鈴木正治
  - 1996年 井原正巳(4)
  - 1997年 井原正巳(5)
  - 1999年 中村俊輔
  - 2000年 松田直樹、中村俊輔(2)
  - 2002年 松田直樹(2)
  - 2003年 杜特拉、中澤佑二、奥大介、久保龍彥
  - 2004年 杜特拉(2)、中澤佑二(2)、奥大介(2)
  - 2005年 中澤佑二(3)
  - 2008年 中澤佑二(4)
  - 2013年 中澤佑二(5)、中村俊輔(3)
  - 2016年 齋藤學
  - 2019年 堤亞高·馬田斯、喜田拓也、仲川輝人、馬高斯·祖利亞

日職聯神射手
- - 1993年 拉蒙·迪亞斯
  - 2019年 仲川輝人、馬高斯·祖利亞

日職聯最佳年輕球員
- - 1995年 川口能活
  - 2003年 那須大亮
  - 2009年 渡邉千真

## 成績

### 歷年賽季成績
| 賽季   | 組別 | 聯賽隊數 | 聯賽名次 | 平均每場入場 人數（聯賽） | 日本聯賽盃 | 天皇盃   | 亞洲賽         | 亞洲賽   |
| ------ | ---- | -------- | -------- | ------------------------- | ---------- | -------- | -------------- | -------- |
| 1992年 | -    | -        | -        | -                         | 小組賽     | 冠軍     | 亞洲盃賽冠軍盃 | 冠軍     |
| 1993年 | J1   | 10       | 4        | 16,781人                  | 小組賽     | 半準決賽 | 亞洲盃賽冠軍盃 | 退出     |
| 1994年 | J1   | 12       | 6        | 19,801人                  | 準決賽     | 準決賽   | -              | -        |
| 1995年 | J1   | 14       | 1        | 18,326人                  | -          | 第2圈    | -              | -        |
| 1996年 | J1   | 16       | 3        | 14,589人                  | 小組賽     | 第3圈    | -              | -        |
| 1997年 | J1   | 17       | 3        | 9,211人                   | 小組賽     | 第四圈   | 亞洲球會錦標賽 | 半準決賽 |
| 1998年 | J1   | 18       | 4        | 19,165人                  | 小組賽     | 第三圈   | -              | -        |
| 1999年 | J1   | 16       | 5        | 20,095人                  | 半準決賽   | 半準決賽 | -              | -        |
| 2000年 | J1   | 16       | 2        | 16,644人                  | 半準決賽   | 半準決賽 | -              | -        |
| 2001年 | J1   | 16       | 13       | 20,595人                  | 冠軍       | 第三圈   | -              | -        |
| 2002年 | J1   | 16       | 2        | 24,108人                  | 小組賽     | 第四圈   | -              | -        |
| 2003年 | J1   | 16       | 1        | 24,957人                  | 半準決賽   | 半準決賽 | -              | -        |
| 2004年 | J1   | 16       | 1        | 24,818人                  | 半準決賽   | 第五圈   | 亞洲聯賽冠軍盃 | 小組賽   |
| 2005年 | J1   | 18       | 9        | 25,713人                  | 準決賽     | 第五圈   | 亞洲聯賽冠軍盃 | 小組賽   |
| 2006年 | J1   | 18       | 9        | 23,663人                  | 準決賽     | 半準決賽 | -              | -        |
| 2007年 | J1   | 18       | 7        | 24,039人                  | 準決賽     | 第五圈   | -              | -        |
| 2008年 | J1   | 18       | 9        | 23,682人                  | 半準決賽   | 準決賽   | -              | -        |
| 2009年 | J1   | 18       | 10       | 22,057人                  | 準決賽     | 第四圈   | -              | -        |
| 2010年 | J1   | 18       | 8        | 25,684人                  | 小組賽     | 第四圈   | -              | -        |
| 2011年 | J1   | 18       | 5        | 21,038人                  | 半準決賽   | 準決賽   | –              | –        |
| 2012年 | J1   | 18       | 4        | 22,946人                  | 小組賽     | 準決賽   | –              | –        |
| 2013年 | J1   | 18       | 2        | 27,496人                  | 準決賽     | 冠軍     | –              | –        |
| 2014年 | J1   | 18       | 7        | 23,088人                  | 半準決賽   | 第三圈   | 亞洲聯賽冠軍盃 | 小組賽   |
| 2015年 | J1   | 18       | 7        | 24,221人                  | 小組賽     | 第四圈   | –              | –        |
| 2016年 | J1   | 18       | 10       | 24,004人                  | 準決賽     | 準決賽   | –              | –        |
| 2017年 | J1   | 18       | 5        | 24,180人                  | 小組賽     | 亞軍     | –              | –        |
| 2018年 | J1   | 18       | 12       | 21,788人                  | 亞軍       | 第四圈   | –              | –        |
| 2019年 | J1   | 18       | 1        | 27,010人                  | 小組賽     | 第四圈   | –              | –        |
| 2020年 | J1   | 18       | 9        | 7,968人                   | 準決賽     | 沒有參加 | 亞洲聯賽冠軍盃 | 十六強   |
| 2021年 | J1   | 20       | 2        | 8,991人                   | 淘汰賽首圈 | 第二圈   | –              | –        |
| 2022年 | J1   | 18       | 1        | 19,811人                  | 八強       | 第三圈   | 亞洲聯賽冠軍盃 | 十六強   |
| 2023年 | J1   | 18       | 2        | 27716人                   | 準決賽     | 第三圈   | 亞洲聯賽冠軍盃 | 亞軍     |
| 2024年 | J1   | 20       | 9        | 8504人                    | 準決賽     | 準決賽   | 亞洲精英聯賽   |          |

### 國際比賽
| 年份   | 日期     | 賽事                                    | 對手                   | 球場                       | 賽果                                         |
| ------ | -------- | --------------------------------------- | ---------------------- | -------------------------- | -------------------------------------------- |
| 2004年 | 2月22日  | 2004年A3冠军杯                          | 城南FC                 | 虹口足球场                 | 負 0-3                                       |
| 2004年 | 2月25日  | 2004年A3冠军杯                          | 上海申花               | 虹口足球场                 | 勝 2-0                                       |
| 2004年 | 2月28日  | 2004年A3冠军杯                          | 上海國際               | 虹口足球场                 | 勝 2-1                                       |
| 2004年 | 2月10日  | 2004年亞洲聯賽冠軍盃                    | 平定                   | 归仁体育场                 | 勝 3-0                                       |
| 2004年 | 2月24日  | 2004年亞洲聯賽冠軍盃                    | 喀迪里                 | 三澤公園球場               | 勝 4-0                                       |
| 2004年 | 4月7日   | 2004年亞洲聯賽冠軍盃                    | 城南一和天馬           | 三澤公園球場               | 負 1-2                                       |
| 2004年 | 4月21日  | 2004年亞洲聯賽冠軍盃                    | 城南一和天馬           | 城南綜合運動場             | 勝 1-0                                       |
| 2004年 | 5月5日   | 2004年亞洲聯賽冠軍盃                    | 平定                   | 橫濱國際綜合競技場         | 勝 6-0                                       |
| 2004年 | 5月19日  | 2004年亞洲聯賽冠軍盃                    | 喀迪里                 | 普拉維加亞體育場           | 勝 4-1                                       |
| 2005年 | 2月13日  | 2005年A3冠军杯                          | 浦項制鐵               | 濟州世界盃競技場           | 和 1–1                                       |
| 2005年 | 2月16日  | 2005年A3冠军杯                          | 深圳健力寶             | 濟州世界盃競技場           | 勝 2-0                                       |
| 2005年 | 2月19日  | 2005年A3冠军杯                          | 水原三星藍翼           | 濟州世界盃競技場           | 負 1-3                                       |
| 2005年 | 3月9日   | 2005年亞洲聯賽冠軍盃                    | 山东泰山               | 三澤公園球場               | 負 0-1                                       |
| 2005年 | 3月16日  | 2005年亞洲聯賽冠軍盃                    | 望加锡                 | 馬托安金體育場             | 勝 2-0                                       |
| 2005年 | 4月6日   | 2005年亞洲聯賽冠軍盃                    | BEC特羅薩薩納          | 圖帕特米體育場             | 勝 2-1                                       |
| 2005年 | 4月20日  | 2005年亞洲聯賽冠軍盃                    | BEC特羅薩薩納          | 三澤公園球場               | 勝 2-0                                       |
| 2005年 | 5月11日  | 2005年亞洲聯賽冠軍盃                    | 山東魯能泰山           | 山东省体育中心体育场       | 負 1-2                                       |
| 2005年 | 5月25日  | 2005年亞洲聯賽冠軍盃                    | 望加锡                 | 三澤公園球場               | 勝 3-0                                       |
| 2014年 | 2月26日  | 2014年亞洲聯賽冠軍盃                    | 全北現代汽車足球俱樂部 | 全州世界盃競技場           | 負 0-3                                       |
| 2014年 | 3月12日  | 2014年亞洲聯賽冠軍盃                    | 廣州恒大               | 橫濱國際綜合競技場         | 和 1-1                                       |
| 2014年 | 3月18日  | 2014年亞洲聯賽冠軍盃                    | 墨爾本勝利             | 港區體育館                 | 負 0-1                                       |
| 2014年 | 4月2日   | 2014年亞洲聯賽冠軍盃                    | 墨爾本勝利             | 橫濱國際綜合競技場         | 勝 3-2                                       |
| 2014年 | 4月15日  | 2014年亞洲聯賽冠軍盃                    | 全北現代               | 橫濱國際綜合競技場         | 勝 2-1                                       |
| 2014年 | 4月22日  | 2014年亞洲聯賽冠軍盃                    | 廣州恒大               | 天河體育中心               | 負 1-2                                       |
| 2020年 | 2月12日  | 2020年亞洲聯賽冠軍盃                    | 全北現代               | 全州世界盃競技場           | 勝 2-1                                       |
| 2020年 | 2月19日  | 2020年亞洲聯賽冠軍盃                    | 悉尼FC                 | 橫濱國際綜合競技場         | 勝 4-0                                       |
| 2020年 | 11月25日 | 2020年亞洲聯賽冠軍盃                    | 上海海港足球俱乐部     | 南部体育场                 | 勝 1-0                                       |
| 2020年 | 11月28日 | 2020年亞洲聯賽冠軍盃                    | 上海上港               | 南部体育场                 | 負 1-2                                       |
| 2020年 | 12月1日  | 2020年亞洲聯賽冠軍盃                    | 全北現代               | 南部体育场                 | 勝 4-1                                       |
| 2020年 | 12月4日  | 2020年亞洲聯賽冠軍盃                    | 悉尼FC                 | 南部体育场                 | 和 1-1                                       |
| 2020年 | 12月7日  | 2020年亞洲聯賽冠軍盃 十六強             | 水原三星藍翼足球俱樂部 | 哈利法国际体育场           | 負 2-3                                       |
| 2022年 | 4月16日  | 2022年亞洲聯賽冠軍盃                    | 嘉莱黄英足球俱乐部     | 統一體育場                 | 勝 2-1                                       |
| 2022年 | 4月19日  | 2022年亞洲聯賽冠軍盃                    | 全北現代               | 統一體育場                 | 負 0-1                                       |
| 2022年 | 4月22日  | 2022年亞洲聯賽冠軍盃                    | 悉尼FC                 | 統一體育場                 | 勝 1-0                                       |
| 2022年 | 4月25日  | 2022年亞洲聯賽冠軍盃                    | 悉尼FC                 | 統一體育場                 | 勝 3-0                                       |
| 2022年 | 4月28日  | 2022年亞洲聯賽冠軍盃                    | 黃英嘉萊               | 統一體育場                 | 勝 2-0                                       |
| 2022年 | 5月1日   | 2022年亞洲聯賽冠軍盃                    | 全北現代               | 統一體育場                 | 和 1-1                                       |
| 2022年 | 8月19日  | 2022年亞洲聯賽冠軍盃 十六強             | 神戶勝利船             | 埼玉2002體育場             | 負 2-3                                       |
| 2023年 | 9月19日  | 2023年至2024年亞足聯冠軍聯賽分組賽      | 仁川聯足球俱樂部       | 橫濱國際綜合競技場         | 負 2-4                                       |
| 2023年 | 10月3日  | 2023年至2024年亞足聯冠軍聯賽分組賽      | 山東泰山               | 濟南奧林匹克體育中心體育場 | 勝 1-0                                       |
| 2023年 | 10月25日 | 2023年至2024年亞足聯冠軍聯賽分組賽      | 卡雅                   | 橫濱國際綜合競技場         | 勝 3-0                                       |
| 2023年 | 11月7日  | 2023年至2024年亞足聯冠軍聯賽分組賽      | 卡雅                   | 黎剎紀念體育場             | 勝2-1                                        |
| 2023年 | 11月28日 | 2023年至2024年亞足聯冠軍聯賽分組賽      | 仁川聯                 | 仁川足球場                 | 負 1-2                                       |
| 2023年 | 12月13日 | 2023年至2024年亞足聯冠軍聯賽分組賽      | 山東泰山               | 橫濱國際綜合競技場         | 勝 3-0                                       |
| 2024年 | 2月14日  | 2023–24年亞洲聯賽冠軍盃十六強           | 曼谷聯足球會           | 法政體育場                 | 和 2-2                                       |
| 2024年 | 2月21日  | 2023–24年亞洲聯賽冠軍盃十六強           | 曼谷聯足球會           | 橫濱國際綜合競技場         | 勝 1-0                                       |
| 2024年 | 3月6日   | 2023–24年亞洲聯賽冠軍盃 半準決賽        | 山東泰山               | 濟南奧林匹克體育中心       | 勝 2-1                                       |
| 2024年 | 3月13日  | 2023–24年亞洲聯賽冠軍盃 半準決賽        | 山東泰山               | 橫濱國際綜合競技場         | 勝 1-0                                       |
| 2024年 | 4月17日  | 2023–24年亞洲聯賽冠軍盃 準決賽          | 蔚山HD足球俱樂部       | 蔚山文殊足球競技場         | 負 0-1                                       |
| 2024年 | 4月24日  | 2023–24年亞洲聯賽冠軍盃 準決賽          | 蔚山HD足球俱樂部       | 橫濱國際綜合競技場         | 勝 3-2（互射十二碼5-4）                      |
| 2024年 | 5月11日  | 2023–24年亞洲聯賽冠軍盃 決賽            | 艾因足球俱樂部         | 橫濱國際綜合競技場         | 勝 2-1                                       |
| 2024年 | 5月25日  | 2023–24年亞洲聯賽冠軍盃 決賽            | 艾因足球俱樂部         | 哈扎·本·扎耶德体育场       | 負 1-5                                       |
| 2024年 | 9月17日  | 2024年至2025年亞足聯冠軍精英聯賽        | 光州足球俱樂部         | 光州世界盃競技場           | 3-7                                          |
| 2024年 | 10月2日  | 2024年至2025年亞足聯冠軍精英聯賽        | 蔚山HD                 | 橫濱國際綜合競技場         | 勝 4-0                                       |
| 2024年 | 10月22日 | 2024年至2025年亞足聯冠軍精英聯賽        | 山東泰山               | 濟南奧林匹克體育中心       | 和 2-2（山東泰山退出，亞足協宣佈比賽無效，） |
| 2024年 | 11月6日  | 2024年至2025年亞足聯冠軍精英聯賽        | 武里南联               | 橫濱國際綜合競技場         | 勝 5-0                                       |
| 2024年 | 11月27日 | 2024年至2025年亞足聯冠軍精英聯賽        | 浦項製鐵               | 橫濱國際綜合競技場         | 勝 2-0                                       |
| 2024年 | 12月3日  | 2024年至2025年亞足聯冠軍精英聯賽        | 中岸水手               | 中岸球場                   | 勝 4-0                                       |
| 2025年 | 2月12日  | 2024年至2025年亞足聯冠軍精英聯賽        | 上海申花               | 橫濱國際綜合競技場         | 勝 1-0                                       |
| 2025年 | 2月19日  | 2024年至2025年亞足聯冠軍精英聯賽        | 上海海港               | 浦东足球场                 | 勝 2-0                                       |
| 2025年 | 3月4日   | 2024年至2025年亞足聯冠軍精英聯賽 十六強 | 上海海港               | 浦东足球场                 | 勝 1-0                                       |
| 2025年 | 3月11日  | 2024年至2025年亞足聯冠軍精英聯賽 十六強 | 上海海港               | 橫濱國際綜合競技場         | 勝 4-1                                       |

## 历任主教练
| 主教練               | 執教年份                       | 榮譽                                                   |
| -------------------- | ------------------------------ | ------------------------------------------------------ |
| 清水秀彥             | 1992年–1994年                  | 1994–95年亞洲盃賽冠軍盃冠軍，1992年天皇盃冠軍          |
| 豪尔赫·索拉里        | 1995年                         |                                                        |
| 早野宏史             | 1995年–1996年                  | 1995年日本職業足球聯賽冠軍                             |
| Xabier Azkargorta    | 1997年7月1日 – 1998年6月30日   |                                                        |
| Gert Engels          | 1998年9月 – 1998年12月         |                                                        |
| Antonio de la Cruz   | 1999年                         |                                                        |
| 阿迪尼斯             | 2000年1月1日 – 2000年12月31日  |                                                        |
| 下條佳明             | 2001年                         |                                                        |
| Sebastião Lazaroni   | 2001年–2002年                  | 2001年日本聯賽盃冠軍                                   |
| 下條佳明             | 2002年                         |                                                        |
| 岡田武史             | 2003年1月1日 – 2006年8月24日   | 2003年日本職業足球聯賽冠軍，2004年日本職業足球聯賽冠軍 |
| 水沼貴史             | 2006年8月25日 – 2006年12月31日 |                                                        |
| 早野宏史             | 2007年1月1日 – 2007年12月31日  |                                                        |
| 桑原隆               | 2008年1月1日 – 2008年7月17日   |                                                        |
| 木村浩吉             | 2008年7月18日 – 2009年12月31日 |                                                        |
| 木村和司             | 2010年2月16日 – 2011年12月30日 |                                                        |
| 樋口靖洋             | 2011年12月31日 – 2014年12月7日 | 2013年天皇盃冠軍                                       |
| Erick Mombaerts      | 2014年12月16日 – 2018年1月1日  |                                                        |
| 柏斯迪高古           | 2018年1月1日 – 2021年6月10日   | 2019年日本職業足球聯賽冠軍                             |
| 松永英機（看守領隊） | 2021年6月10日 – 2021年7月18日  |                                                        |
| 奇雲·梅斯卡特        | 2021年7月18日 – 2023年12月13日 | 2022年日本職業足球聯賽冠軍                             |
| 哈利·基維爾          | 2023年12月31日 – 2024年7月15日 |                                                        |
| 约翰·哈钦森（暫代）  | 2024年7月16日 – 2024年12月9日  |                                                        |
| 史提夫·賀蘭特        | 2025年1月1日 – 2025年4月18日   |                                                        |
| 派崔克·基斯諾保      | 2025年4月18日 – 2025年6月19日  |                                                        |
| 大島秀夫             | 2025年6月19日 – 現今           |                                                        |

## 曾效力著名球員
| - 川口能活 - 高桑大二朗 - 井原正巳 - 小村徳男 - 栗原勇藏 - 鈴木正治 - 中澤佑二 - 中西永輔 - 松田直樹 - 中西永輔 - 乾貴士 - 上野良治 - 遠藤彰弘 - 遠藤溪太 - 扇原貴宏 - 奥大介 - 久保建英 | - 齋藤學 - 中村俊輔 - 山瀬功治 - 大黒將志 - 久保龍彥 - 城彰二 - 鈴木隆行 - 仲川輝人 - 前田大然 - 李忠成 - 米洛斯·迪基尼克 - 拉蒙·迪亚斯 - 尼斯高·高洛斯圖 - 阿爾貝托·阿科斯塔 - 拉蒙·梅迪納·貝洛 - 大卫·比斯孔蒂 - 古斯塔沃·薩帕塔 | - 朱里奥·塞萨尔·巴尔迪维索 - 羅尼 - 马奎斯·巴蒂斯塔·德·阿布莱乌 - 馬格朗 - 大衛·巴本斯基 - 戈兰·祖域 - 昆頓·馬天奴斯 - 杜桑·佩特科维奇 - 伊昂·安东尼·戈伊科切亚 - 胡里奥·萨利纳斯 - 安貞桓 - 金根煥 - 柳想鐵 - 尹日錄 |

## 外部連結
- 维基共享资源上的相關多媒體資源：橫濱水手
- 橫濱水手官方網站 (日/英) （页面存档备份，存于）